# 콩: 스컬 아일랜드
《콩: 스컬 아일랜드》(영어: Kong: Skull Island)은 2017년 공개된 미국의 괴수 영화로, 영화 《킹콩》 시리즈의 신작이다. 조던 보트로버츠가 연출을 맡고 톰 히들스턴, 브리 라슨, 토비 케벨, 존 C. 라일리, 새뮤얼 L. 잭슨이 출연한다.

## 줄거리
1973년, 모나크라는 정부 기관의 수장인 랜다는 최근 발견된 스컬 아일랜드 탐험을 정부에 제안하고 승인받는다. 그는 퇴역한 특수부대 출신 추적자 콘래드, 반전 사진작가 위버, 그리고 군인들을 이끌고 섬으로 향한다. 지질학자 브룩스는 섬을 폭파하여 지도를 만들고 속이 빈 지구 이론을 증명하려 하지만, 그 과정에서 거대한 유인원 콩이 등장하여 일행을 공격한다.
일행은 뿔뿔이 흩어지고, 콘래드, 위버, 브룩스 등은 섬 북쪽으로 이동하고, 팩커드 대령과 다른 군인들은 고립된 동료 채프먼을 찾는다. 콘래드 일행은 섬 원주민 이위족과 2차 대전 때 섬에 불시착하여 29년간 살아온 말로우를 만난다. 말로우는 콩이 섬을 포식자로부터 보호하는 존재이며, 지하에 사는 스컬크롤러라는 파충류 괴물들이 콩의 종족을 멸종시켰다고 설명한다.
채프먼은 스컬크롤러에게 공격당해 죽고, 콘래드 일행은 말로우가 만든 배를 타고 강을 건너면서 팩커드 일행과 합류한다. 팩커드는 콩을 죽여 복수하려 하지만, 말로우와 브룩스는 콩을 죽이면 더 큰 스컬크롤러가 나타날 것이라고 경고한다. 팩커드는 이를 무시하고 콩을 공격하려 하고, 콘래드와 위버는 콩이 평화로운 존재임을 깨닫고 그를 돕기로 한다.
팩커드 일행은 폭탄으로 콩을 기절시키지만, 콘래드와 위버가 이를 막으려 한다. 이때 거대한 스컬크롤러가 나타나 콩과 싸우고, 팩커드는 콩에게 짓밟혀 죽는다. 콩은 인간들의 도움을 받아 스컬크롤러를 물리치고, 생존자들은 섬을 떠난다. 말로우는 가족과 재회한다.
영화 말미에 모나크는 콘래드와 위버를 영입하고, 콩 외에도 고질라, 모스라, 로단, 기도라 등의 거대 괴수가 존재한다는 것을 보여준다. 마지막 장면은 고질라와 기도라가 싸우는 모습으로 끝맺는다.

## 출연
- 톰 히들스턴 - 제임스 콘래드 역

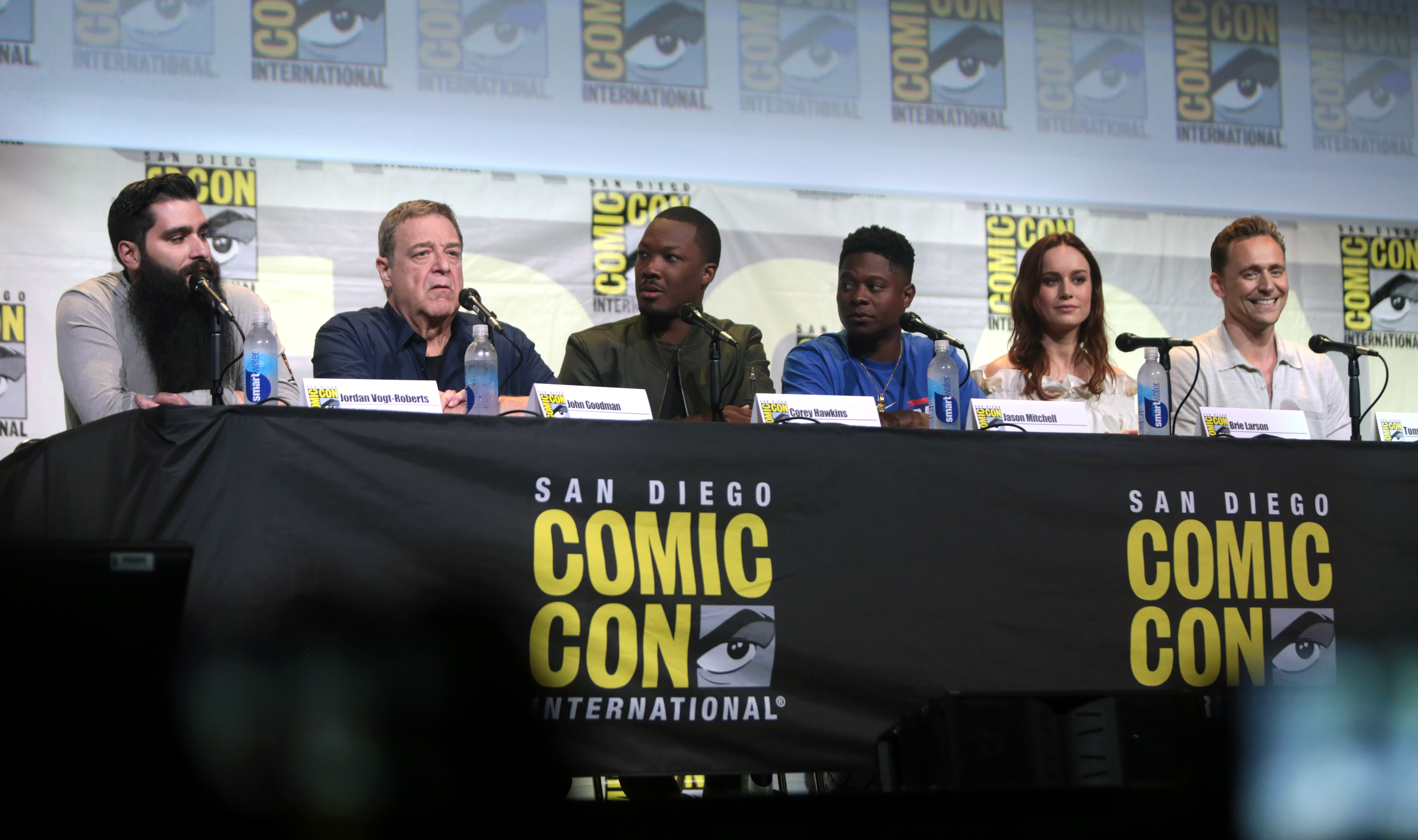
캐스트와 감독: 2016 샌디에이고 코믹콘 인터내셔널에서 스컬 아일랜드 영화 홍보

- 새뮤얼 L. 잭슨 - 프리스턴 패커드 역
- 브리 라슨 - 메이슨 위버 역
- 존 C. 라일리 - 행크 말로 역
- 존 굿맨 - 빌 랜다 역
- 징톈 - 싼린 역
- 존 오티즈 - 빅터 니브스 역
- 테리 노터리 - 콩 역
- 토비 케벨 - 잭 채프먼 역
- 코리 호킨스 - 휴스턴 브룩스 역
- 토머스 맨 - 레그 슬리브코 역
- 제이슨 미첼 - 글렌 밀스 역
- 시어 위검 - 얼 콜 역
- 윌 브리튼 - 어린 말로 / 말로의 아들 역
- 마크 에번 잭슨 - 스티브 우드워드 역
- 유진 코더로 - 렐레스 역
- MIYAVI - 이카리 군페이 역
- 리처드 젱킨스 - 윌리스 의원 역
- 비비안 테일러 - 비서 역
- 알린 레이첼 - 오브라이언 비서 역
- 제임스 M. 코너 - 워드 장군(목소리) 역
- 토머스 미들디치 - 제리(목소리) 역
- 댓 판 - 바 깡패 역